# Lee Daniels
Lee Louis Daniels (ur. 24 grudnia 1959 w Filadelfii) – amerykański producent i reżyser. Nominowany do Oscar za najlepszy film i najlepszą reżyserię dramatu Hej, skarbie (2009).
2 grudnia 2016 otrzymał własną gwiazdę w Alei Gwiazd w Los Angeles znajdującą się przy 6533 Hollywood Boulevard.

## Filmografia
- 2001: Czekając na wyrok (Monster’s Ball) − producent
- 2004: Zły dotyk − producent
- 2005: Zawód zabójca (Shadowboxer) − reżyser, producent
- 2009: Hej, skarbie (Precious) − reżyser, producent
- 2012: Pokusa (The Paperboy) − reżyser, scenarzysta, producent
- 2013: Kamerdyner (Lee Daniels' The Butler) − reżyser
- 2015: Imperium (Empire) − reżyser, scenarzysta, producent
- 2016–2017: Star − reżyser, scenarzysta, producent